# Joop Haffmans

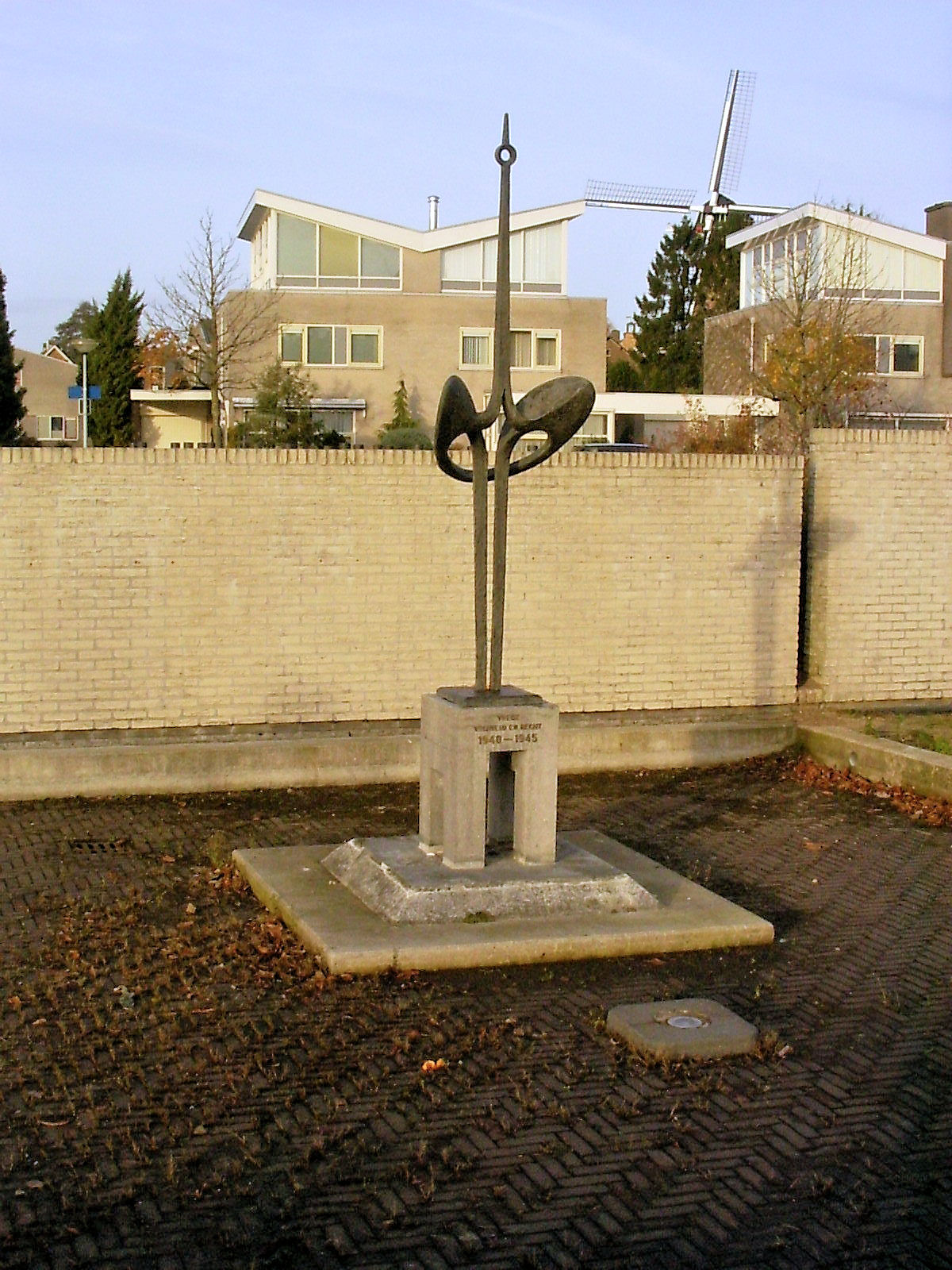
De vogel der overwinning - Monument voor de Tweede Wereldoorlog in Renkum

Johannes (Joop) Haffmans (Arnhem, 14 september 1922 – Ede, 12 juli 2014) was een Nederlands beeldhouwer en grafisch ontwerper.

## Leven en werk

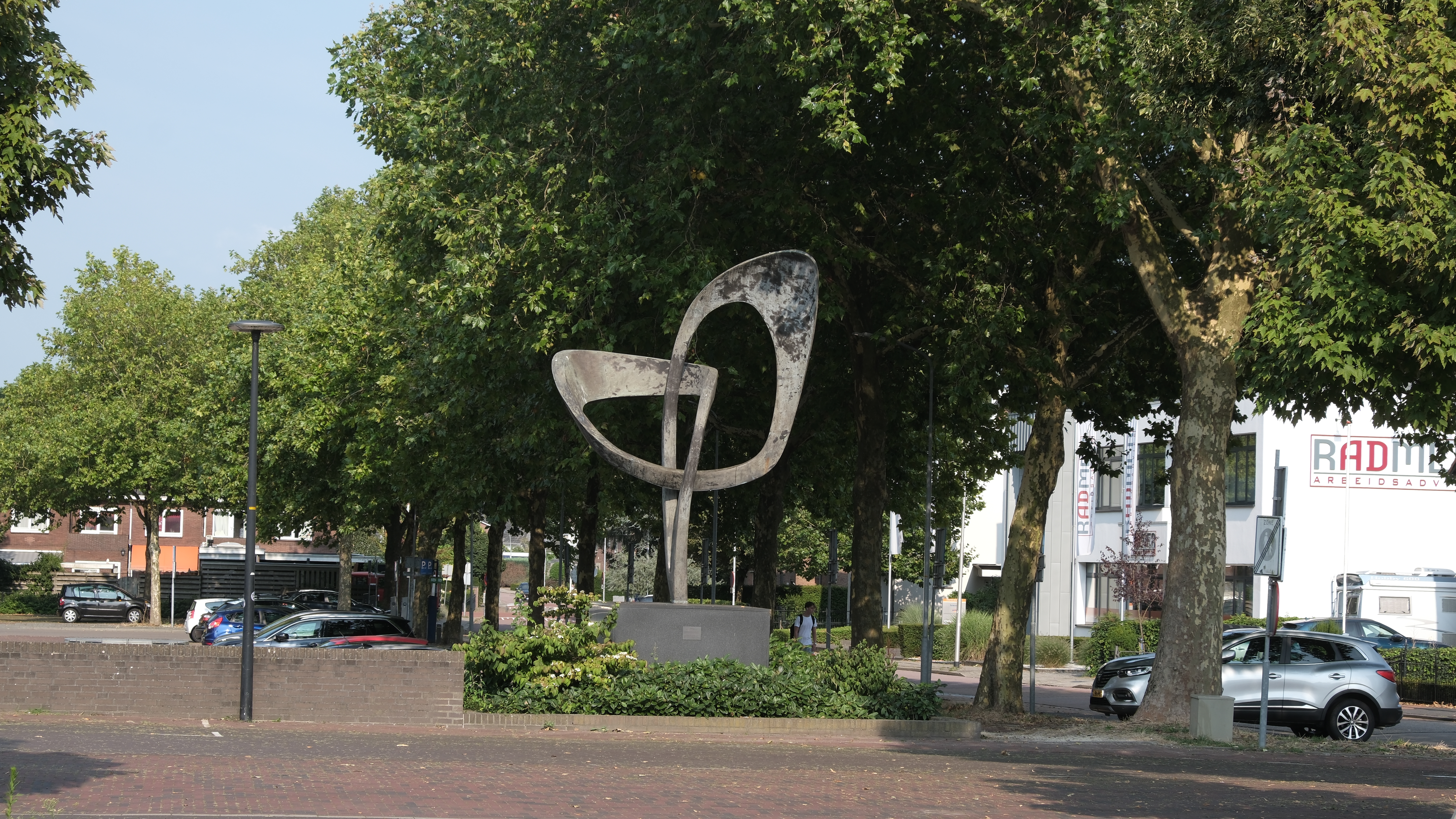
Verbondenheid, Doetinchem (Gelderland)

Joop Haffmans was een zoon van kruidenier Constant Hendrik Haffmans en Hendrika Jaquolina Onck. Hij dook in de Tweede Wereldoorlog onder om aan de Arbeitseinsatz te ontkomen. De luchtlandingen tijdens de Slag om Arnhem maakten grote indruk op hem. In 1945, direct na de oorlog, ging hij studeren aan de Hogeschool voor de kunsten in Arnhem. Hier werd hij geïnspireerd door Hendrik Valk. Na de kunstacademie specialiseerde hij zich in grafische vormgeving bij Cor van Velsen in Hilversum.
Hij ontwierp diverse beelden, maar ook veel huisstijlen en briefhoofden voor bedrijven en instellingen.

## Lijst van beelden van Joop Haffmans
Hieronder een (incomplete) lijst van beelden van Joop Haffmans:
- Meisje met gans - Louise de Colignyschool: Ceelman van Ommerenweg, Ede
- Bokspringende kinderen - Lage Woerd, Naaldwijk (1950-1955)
- Vogels in vlucht - Dr. C. Lelyschool: Grevelingenstraat 20, Arnhem (1963)
- Herder met schapen - Ds. D.A Detmarschool: Verlengde Parkweg 47b, Ede (1969)
- Beeldengroep - Koepelschool: Oranjelaan 7, Ede (1971)
- De Wegwijzer - Winde 37, Kampen (1973)
- Parasol - Engelenburgerlaan, Brummen (1976)
- Geborgenheid - Hoek Oude Barneveldseweg/Rubenslaan, Nijkerk (1986)
- Verbondenheid - Hoek Plantenstraat/Terborgseweg, Doetinchem (1986)
- De vogel der overwinning - Europalaan, Renkum (1994)
- Monument Pierre van Boxtel - Hoek Driestapelenstoel/Erasstraat, Kaatsheuvel (1995)
- Samen - Gemeentehuis: Bergstraat, Ede (2006)

- International Standard Name Identifier: 0000 0003 9605 6203
- Nederlandse Thesaurus van Auteursnamen: 073189146
- RKD-Nederlands Instituut voor Kunstgeschiedenis: 35174
- Virtual International Authority File: 290932376
- WorldCat: E39PBJdrJP3DXkfCtJ6yChfg8C